# Carfatština
Carfatština, carfatský jazyk nebo židovská francouzština, jazyk židovsko-francouzský (carfatsky: צרפתית, francouzsky sarphatique, tsarfatit) je vymřelý jazyk ze skupiny románských jazyků užívaný Židy v severní Francii a v západním Německu v době od 11. do 14. století. Vznikl na základě starofrancouzštiny a obsahoval mnoho výpůjček z hebrejštiny. Zapisovaný byl modifikovaným hebrejským písmem.

## Historie
Název tohoto jazyka pochází z hebrejského slova Tzarfat = Francie. Existují teorie, že carfatština byla předchůdcem jazyka jidiš.
Prvními texty v tomto jazyce byly glosy rabínů Rašiho a Moše HaDarszana k Tóře a Talmudu z 11. století. Pronásledování a vyhnání francouzských Židů do Německa způsobily zánik jazyka ve Francii a vznik nových center písemnictví v tomto jazyku v západoněmeckých místech, jako byl Frankfurt nad Mohanem, Mohuč nebo Cáchy. Tam se jazyk užíval až do konce 14. století, kdy byl nahrazen jidiš.

## Znaky
Důležitým znakem carfatštiny mezi jazyky židovské diaspory je zapisování samohlásek pomocí systému Nikud. Jiným charakteristickým znakem je malý počet výpůjček z hebrejštiny, kvůli čemuž někteří jazykovědci klasifikují carfatštinu spíše jako dialekt starofrancouzštiny (zapisovaný jiným písmem a s jinou ortografií), než jako jiný jazyk.